# Pleven-Plan

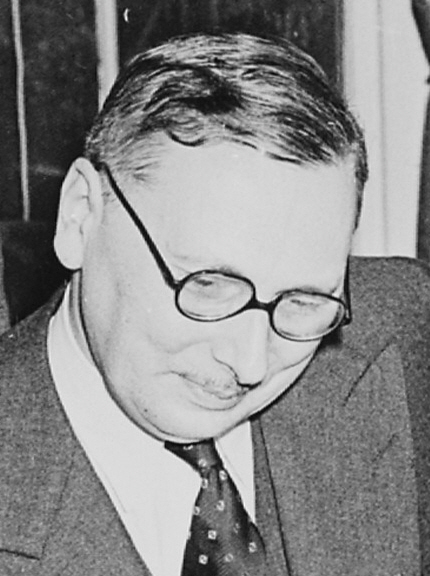
Der französische Ministerpräsident (1950–52) René Pleven

Mit dem Pleven-Plan vom 24. Oktober 1950 machte der französische Ministerpräsident René Pleven einen Vorschlag für eine Europaarmee unter dem Kommando eines europäischen Verteidigungsministers, der auch deutsche Bataillone angehören sollten. Diese sollten in alliierte Truppeneinheiten unter alliiertem Kommando integriert werden. Er legte den Plan der Nationalversammlung in einer Regierungserklärung  vor.
Trotz erheblicher Nachteile für die junge Bundesrepublik, die durch den Pleven-Plan am Beitritt zur NATO behindert werden sollte, stimmte Bundeskanzler Konrad Adenauer diesem prinzipiell zu. Nach schwierigen Verhandlungen, die sich über beinahe 18 Monate hinzogen und zu einer Vielzahl von Modifikationen der ursprünglichen Fassung des Pleven-Plans führten, wurde ein Abkommen über die Errichtung einer Europäischen Verteidigungsgemeinschaft (EVG) erreicht, das von den Außenministern von Deutschland, Frankreich, Italien und der drei Benelux-Staaten am 27. Mai 1952 unterzeichnet wurde.
Trotzdem scheiterte der Plan am 30. August 1954 am Votum der französischen Nationalversammlung. Ein Grund hierfür lag an der Teilnahme der Bundesrepublik an der Europäischen Verteidigungsgemeinschaft, der ehemalige Feindstaat wäre den anderen Mitgliedstaaten gegenüber beinahe gleichberechtigt gewesen. Zudem kritisierten Mitglieder der Nationalversammlung den Verlust an nationalstaatlicher Souveränität und äußerten die Befürchtung, die USA könnten in der EVG einen Vorwand zum Truppenabzug erhalten und die Verteidigung Westeuropas gegenüber der Sowjetunion ausschließlich den Europäern überlassen. Für Adenauer war das Scheitern der EVG nach eigenen Worten eine der größten Enttäuschungen seiner Kanzlerschaft.

## Hintergründe
Nach dem Zweiten Weltkrieg war Deutschland als Teil des Potsdamer Abkommens vollständig demilitarisiert worden. Da die USA nach der Gründung der Bundesrepublik Deutschland bzw. der Gründung der Deutschen Demokratischen Republik (DDR) in der Sowjetunion eine Bedrohung für die Sicherheit Westdeutschlands und somit ganz Westeuropas sahen, konnten sie ihre Truppen nicht abziehen, ohne eine Eroberung Westdeutschlands durch in der DDR stationierte sowjetische Truppen befürchten zu müssen.
Durch den Koreakrieg benötigten die Amerikaner jedoch die in Deutschland stationierten Truppenkontingente, außerdem wuchs der innenpolitische Druck auf die Regierung von Präsident Harry S. Truman aufgrund der hohen Kosten, die ein Fortführen der Besatzung in diesem Maße für die amerikanischen Steuerzahler bedeutete. Aus diesem Grund sprach sich die US-Regierung am 7. Februar 1951 klar für einen Wiederaufbau deutscher Streitkräfte aus, damit diese einen Teil der Verteidigung übernehmen konnten.
Die Franzosen standen einem erneuten Aufbau einer deutschen Armee äußerst kritisch gegenüber, da durch drei Kriege in weniger als hundert Jahren (Deutsch-Französischer Krieg 1870–1871, Erster Weltkrieg 1914–1918 und Zweiter Weltkrieg 1939–1945) von denen nach französischer Lesart zumindest zwei von Deutschland ausgegangen waren, das französische Sicherheitsbedürfnis gegenüber Deutschland in der Außenpolitik in den Vordergrund gerückt war. Man suchte also nach Möglichkeiten, einen Kompromiss zu finden, bei der man (ähnlich wie bei der Kohle- und Stahlindustrie) eine Kontrolle über Deutschland behalten konnte.

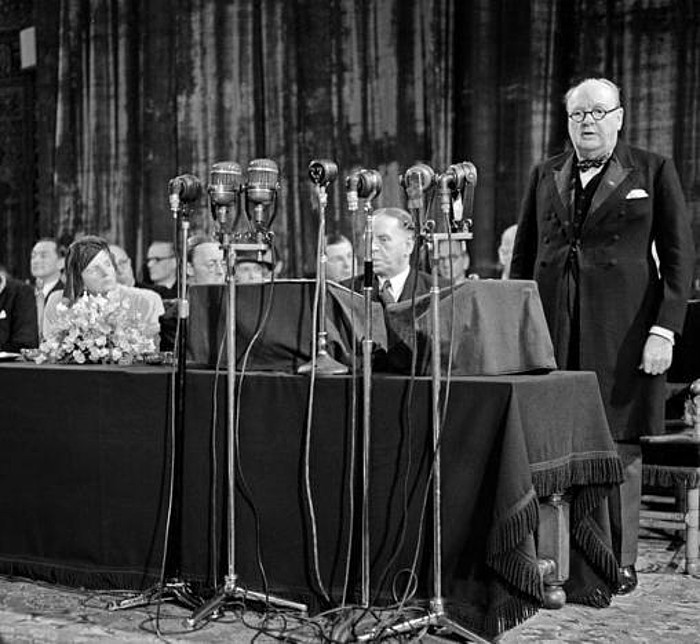
Winston Churchill vor dem Europarat

Im August 1950  wurde von Winston Churchill vor dem Europarat erstmals eine gemeinsame europäische Armee mit westdeutscher Beteiligung gefordert:

“We should make a gesture of practical and constructive guidance by declaring ourselves in favour of the immediate creation of a European Army under a unified command, and in which we should all bear a worthy and honourable part.”

„Wir sollten eine Geste praktischer und konstruktiver Orientierung vollziehen, indem wir uns für die sofortige Schaffung einer europäischen Armee unter einem einheitlichen Kommando aussprechen, an der wir alle einen würdigen und ehrenvollen Anteil haben sollten.“

Die beratende Versammlung des Europarates befürwortete daraufhin in einem Beschluss am 11. August 1950 auf Antrag des Vereinigten Königreichs die Bildung einer europäischen Armee:

„Um ihre Hingabe zur Aufrechterhaltung des Friedens und ihre Entschlossenheit zum Ausdruck zu bringen, die Beschlüsse des UN-Sicherheitsrates zur Verteidigung friedliebender Völker vor Aggressionen durchzusetzen, fordert die Versammlung die sofortige Schaffung einer vereinigten Europäischen Armee unter europäischer demokratischer Kontrolle und in voller Zusammenarbeit mit den Vereinigten Staaten und Kanada.“

Dem Europarat gehörten damals neben Großbritannien und den EGKS-Mitgliedern Frankreich, Deutschland, Italien, Belgien, Niederlande und Luxemburg auch Dänemark, Irland, Schweden, Norwegen, Griechenland, die Türkei und Island an. Sie alle wären somit Teil der gemeinsamen Armee gewesen.

## Der Pleven-Plan
Da die Franzosen durch die amerikanische Dominanz in den Verhandlungen über eine deutsche Wiederaufrüstung eine neue deutsche Armee nicht verhindern konnten, sollte der Pleven-Plan dazu führen, dass  eine Bedrohung durch Deutschland kontrollierbar gemacht werden würde. In einer Rede vor der französischen Nationalversammlung am 24. Oktober 1950 skizzierte René Pleven seinen Plan:

„In der Überzeugung, dass Europas Bestimmung der Frieden ist und dass alle Völker Europas ein Gefühl der kollektiven Sicherheit brauchen, schlägt die französische Regierung vor, [...] zum Zwecke der gemeinsamen Verteidigung eine europäische Armee zu schaffen, die an die politischen Institutionen eines vereinten Europas gebunden ist.“

Es wurde vorgeschlagen, dass das Amt eines europäischen Verteidigungsministers und eine europäische Wehrverwaltung etabliert werden sollten. Dieser Verteidigungsminister sollte weitgehend mit denselben Befugnissen ausgestattet werden, wie sie ein nationaler Verteidigungsminister normalerweise innehat. Eine Besetzung dieses Postens mit einem Franzosen hätte also eine weitgehende Kontrolle über die europäische Armee garantiert. Weitere Kontrolle sollte dadurch ausgeübt werden, dass der Europäische Verteidigungsminister einer europäischen Versammlung verantwortlich sein sollte. Die französische Regierung forderte, dass es national homogene Kampfverbände in der Größe von maximal 5000 Mann geben soll.  Des Weiteren sollten nur ein Teil der bereits bestehenden nationalen Streitkräfte in die europäische Armee eingegliedert werden. Frankreich hätte also bei einer Etablierung der Europäischen Verteidigungsgemeinschaft größere Truppenkontingente zur Verfügung gehabt und Deutschland hätte, im Gegensatz zu den anderen Unterzeichnerstaaten – Frankreich, Italien und die Benelux-Staaten – keine nationale Armee zur Verfügung gehabt. Weiterhin sollte die Bundesrepublik Deutschland keine schwimmenden Einheiten besitzen und erst zu einem späteren Zeitpunkt über fliegende Verbände verfügen dürfen. Eine Mitgliedschaft Westdeutschlands in der NATO wurde im Pleven-Plan kategorisch ausgeschlossen.
Am 15. Februar 1951 veröffentlichte die französische Regierung ein Memorandum, welches die inhaltliche Ausgestaltung des Pleven-Planes konkretisierte. Das Ziel sei eine Europaarmee mit der gleichen Geschlossenheit wie jede nationale Armee im Rahmen ihres Staates. Diese europäische Armee sollte das militärische Instrument eines politisch und wirtschaftlich geeinten Europas sein, welches gleichzeitig geschaffen werden sollte. Die Bildung dieser Armee unterteile sich dabei in zwei Phasen:
- In der 1. Phase würden die bereits verfügbaren alliierten Truppen einem Europäischen Verteidigungskommissar unterstellt, während kleine deutsche Einheiten unter Aufsicht der Dienststellen der Besatzungsmächte aufgestellt werden würden.
- In der 2. Phase sollten die bisher national getrennten Truppenkontingente zu europäischen, d. h. nationalgemischten Verbänden „verschmolzen“ werden.

Dabei sollte der Kommissar, der frühestens in dieser Phase zum europäischen Verteidigungsminister aufgewertet werden würde, nur über die deutschen Truppen die gesamten Befugnisse wie Kontrolle der Rekrutierung und Aufstellung der Truppen ausüben können. Die nationalen Verbände der anderen Staaten wären dem Kommissar nur nominell unterstellt.
Organisationsstruktur der geplanten EVG
Als größten „nationalhomogenen“ Truppenverband schlug Paris die „Kampfgruppe“ vor, von denen es vier Typen (Infanterie, Panzer, Grenzschutz, Festung) geben sollte. Eine „europäische“ Division würde aus drei dieser Kampfgruppen bestehen, die laut Memorandum keinesfalls derselben Nation entstammen dürfen. Dieses Vorgehen sollte deutschen Formationen ein selbstständiges Handeln verwehren. Der Pleven-Plan hätte faktisch zu überwiegend deutsch-französischen Divisionen geführt, da die taktisch-operative Zusammenarbeit zwischen deutschen Truppen mit amerikanischen, britischen oder anderen Streitkräften nicht vorgesehen war. Zusätzlich zu den Landstreitkräften sollte auch eine gemeinsame Luftverteidigung etabliert werden, wogegen die Aufstellung von europäischen Seestreitkräften nicht angestrebt wurde.
Die einzelnen Mitglieder sollten folgende Truppenstärken beitragen:
- Frankreich: 14 Divisionen, 750 Flugzeuge
- Deutschland: 12 Divisionen
- Italien: 12 Divisionen, 450 Flugzeuge
- Benelux: 5 Divisionen, 600 Flugzeuge

Bis zum Ende der 2. Phase sollten 30 „europäische“ Divisionen mit einem deutschen Anteil von 250.000 bis 300.000 Mann entstehen. Der Europäischen Armee sollte die Wehrpflicht zugrunde liegen. Aufgrund der Erfahrungen aus dem Zweiten Weltkrieg wollte Frankreich eine Berufsarmee im Ansatz verhindern. Daher forderte Paris, dass Berufssoldaten, Zeitfreiwillige und Wehrpflichtigen in gleichen Anteilen vertreten sind. Das für deutsche Kontingente notwendige Wehrersatzwesen sollte praktisch den Besatzungsmächten unterstehen. All diese Einschränkungen hätten zur Folge gehabt, dass neben Luxemburg nur die Bundesrepublik Deutschland ein Mitgliedsstaat mit rein europäischen Streitkräften gewesen wäre.
Die Ausführungen dieses Memorandum sollten die Grundlage für die französische Position während der Verhandlungen zur Bildung der EVG bilden.
Der deutsche Kanzler Konrad Adenauer äußerte Interesse am Pleven-Plan, weil er durch eine Wiederbewaffnung Westdeutschlands auch die Souveränität Deutschlands, das noch den Status eines feindlichen besetzten Landes hatte, wieder erlangen wollte. Aus diesem Grund forderte er als Gegenleistung für eine Ratifizierung des Vertrages über die Europäische Verteidigungsgemeinschaft im Bundestag ein Ende des Besatzungsstatuts.

## Weiterer Verlauf
Im November 1950 befürwortete der Bundestag mit den Stimmen von CDU/CSU und FDP (gegen die der SPD) einen deutschen Verteidigungsbeitrag auf der Basis des Pleven-Plans. Daraufhin wurde vier Jahre lang über die konkrete Ausgestaltung einer solchen Europäischen Verteidigungsgemeinschaft (EVG) verhandelt. Im Mai 1952 wurde der EVG-Vertrag schließlich von allen beteiligten Außenministern unterzeichnet. Als langfristige Perspektive sah er sogar die Verschmelzung Europas zu einer politischen Union (die sogenannte Europäische Politische Gemeinschaft) vor.
In Frankreich hatte jedoch mittlerweile eine gaullistische (und damit der EVG gegenüber skeptische) Regierung die Macht übernommen. Infolgedessen lehnte die französische Nationalversammlung die Ratifizierung des bereits unterschriebenen Vertrags im August 1954 ab. Damit war der Pleven-Plan gescheitert. Stattdessen wurde 1954 von den Mitgliedern des Brüsseler Paktes zusammen mit der Bundesrepublik und Italien durch die so genannte Londoner Akte die Westeuropäische Union (WEU) gegründet.